# Gladiolus dzavakheticus
Gladiolus dzavakheticus là một loài thực vật có hoa trong họ Diên vĩ. Loài này được Eristavi miêu tả khoa học đầu tiên năm 1977.